# Zilveren Griffel
De Zilveren Griffel hoort met de Gouden Griffel tot de belangrijkste literatuurprijzen voor Nederlandstalige jeugdliteratuur. De Zilveren Griffels, de prijs voor de best geschreven kinderboeken van het afgelopen jaar, worden ieder jaar rond juni door de CPNB uitgereikt samen met de Zilveren Penselen, de prijs voor de best geïllustreerde kinderboeken van dat jaar. 

## Geschiedenis
De Gouden Griffel wordt sinds 1971 elk jaar door de CPNB tijdens de Nederlandse Kinderboekenweek uitgereikt aan het best geschreven kinderboek dat in het voorafgaande jaar verschenen is. Van 1954 tot en met 1970 werd jaarlijks één boek bekroond, het Kinderboek van het jaar. Sindsdien kunnen Griffels in meerdere categorieën en aan meerdere auteurs worden toegekend. Terwijl voor de Gouden Griffel uitsluitend oorspronkelijk Nederlandstalig werk in aanmerking komt, kan de Zilveren Griffel ook worden toegekend aan vertalingen.
Tot 2022 werden door de jury's van beide prijzen ook eervolle vermeldingen, Vlag en Wimpels, bekend gemaakt. In 2022 werden deze vervangen door de Bronzen Griffels en Penselen, die na een jaar ook weer werden afgeschaft.

### Verbreding van de prijs
Naast de Griffels en Penselen werden sinds 1997 door de CPNB ook Gouden en Zilveren Zoenen toegekend aan de beste boeken voor kinderen vanaf twaalf jaar. Deze prijzen voor genoemde leeftijdscategorie werden in 2011 vervangen door de Gouden Lijst. In 2019 werd, met het verdwijnen van de Gouden Lijst, de opzet van de Griffels en Penselen door de CPNB verbreed met een leeftijdscategorie van twaalf- tot vijftienjarigen. Hiermee wil de CPNB het belang van leesbevordering van deze groep jongeren onderstrepen.
Daarnaast kan de Zilveren Griffeljury, samen met de jury van het Zilveren Penseel, ook een Boekensleutel toekennen aan een bijzonder boek. Deze prijs wordt niet jaarlijks toegekend. In 1979 werd de Boekensleutel voor het eerst uitgereikt aan Virginia Allen Jensen voor Wat is dat?, in 2019 is deze prijs voor het laatst uitgereikt aan Ted van Lieshout voor Ze gaan er met je neus vandoor.

## Gelauwerden
- 2025
  - Een ongelofelijk grote, ongelofelijk gevaarlijke leguaan van Pim Lammers, met illustraties van Natascha Stenvert (tot 6 jaar)
  - Vogel en Beer – De picknick en andere verhalen van Jarvis, vertaald door Tjibbe Veldkamp (tot 6 jaar)
  - kip en kat van Margreet de Heer (6 tot 9 jaar)
  - Roversjong van Jef Aerts, met illustraties van Martijn van der Linden (6 tot 9 jaar)
  - De zomer die alles was van Mariska Overman, met illustraties van Esther Leeuwrik (9 tot 12 jaar)
  - De lijst van Violet Sopjes van David Vlietstra, met illustraties van Yoko Heiligers (9 tot 12 jaar)
  - Patina van Jason Reynolds, vertaald door Maria Postema (9 tot 12 jaar)
  - Welkom thuis, chrononauten van Dirk Weber (12 tot 15 jaar)
  - Oever van Ludwig Volbeda (12 tot 15 jaar)
  - De wonderverteller van Lida Dijkstra, met illustraties van Djenné Fila (informatief)
  - Slimmer dan je denkt van Lotte Stegeman, met illustraties van Mark Janssen (informatief)
  - Het onvergetelijke verhaal van Reinaert de vos van Maria van Donkelaar & Martine van Rooijen, met illustraties van Wendy Panders (Poëzie)

- 2024
  - De restjes van de zon - Edward van de Vendel, met illustraties van Jet Parent (tot 6 jaar)
  - Vuurtorenbeer - Mathilde Stein, met illustraties van Piet Grobler (6 tot 9 jaar)
  - De jongen die van de wereld hield - Tjibbe Veldkamp, met illustraties van Mark Janssen (9 tot 12 jaar)
  - Zebedeus en het ganzenbord van Wisse - Koos Meinderts (9 tot 12 jaar)
  - Het kleine heelal - Annejan Mieras (9 tot 12 jaar). Ook bekroond met de Gouden Griffel
  - Pardalita - Joana Estrela , zij won ook een Zilveren Penseel voor dit boek, vertaald door Finne Anthonissen (12 tot 15 jaar)
  - De spin en de sleutel - Anna Woltz (12 tot 15 jaar)
  - De reis van Manie Schaafijs - Zindzi Zevenbergen, met illustraties van Hedy Tjin (informatief)
  - Een slijmzoen van je oma - Matthijs Meeuwsen, met illustraties van Paco Vink (informatief)
  - Paddenstoel & co - Geert-Jan Roebers, voor de illustraties won Wendy Panders een Zilveren Penseel (informatief)
  - Gelukkig en blij - Edward van de Vendel, met illustraties van Martijn van der Linden (poëzie)
  - Nog lang geen later - Kees Spiering, met illustraties van Jeska Verstegen (poëzie)
- 2023
  - Heksje Hazel - Phoebe Wahl, vertaald door Nicolette Hoekmeijer (tot 6 jaar)
  - Schildpad en ik - Marit Törnqvist (tot 6 jaar)
  - Misjka - Edward van de Vendel en Anoush Elman, met illustraties van Annet Schaap (6 tot 9 jaar). Ook bekroond met de Gouden Griffel
  - Pluk en Pluis. De weg naar terug - Mathilde Stein (6 tot 9 jaar)
  - De kaarten van madame Petrova - Marjolijn Hof, met illustraties van Annette Fienieg (9 tot 12 jaar)
  - Kinderen van het drijfzand - Efua Traoré, vertaald door Tjalling Bos (9 tot 12 jaar)
  - De zoon van de berentemmer - Xavier-Laurent Petit, vertaald door Leny van Grootel (12 tot 15 jaar)
  - Patroon - Marco Kunst (12 tot 15 jaar)
  - Briljante planten - Geert-Jan Roebers, met illustraties van Margot Westermann (informatief)
  - Vandaag houd ik mijn spreekbeurt over de anaconda - Bibi Dumon Tak, met illustraties van Annemarie van Haeringen (informatief)
  - Applaus voor mijn vinger- Erik van Os, met illustraties van Jan Jutte (poëzie)
  - Heel de wereld wordt wakker. Het beste van de moderne kinderpoëzie in 333 gedichten - Jaap Robben, met illustraties van Sebastiaan Van Doninck (poëzie)

- 2022
  - Een zee van liefde - Pieter Gaudesaboos (tot 6 jaar)
  - Het geluk van Schildpad – Tiny Fisscher (tot 6 jaar)
  - Toen Rups een vlinder werd - Bette Westera en Naomi Tieman (6 tot 9 jaar)
  - Ik praat als een rivier – Jordan Scott, vertaald door Edward van de Vendel (6 tot 9 jaar)
  - Films die nergens draaien – Yorick Goldewijk (9 tot 12 jaar). Ook bekroond met de Gouden Griffel
  - Lennox en de gouden sikkel - Zindzi Zevenbergen (9 tot 12 jaar)
  - De tunnel – Anna Woltz (12 tot 15 jaar)
  - Let goed op – Jason Reynolds, vertaald door Maria Postema (12 tot 15 jaar)
  - Viruswereld – Marc ter Horst (informatief)
  - Rekenen voor je leven - Edward van de Vendel en Ionica Smeets (informatief)
  - Alle wensen van de wereld – Rian Visser (poëzie)

- 2021
  - Edward van de Vendel voor Er lag een trommeltje in het gras (Tot zes jaar). Met illustraties van Sanne te Loo
  - Tjibbe Veldkamp voor Maar eerst ving ik een monster (Tot zes jaar). Met illustraties van Kees de Boer
  - Jowi Schmitz voor Beste broers (Van zes tot negen jaar). Met illustraties van Chuck Groenink
  - Catharina Valckx voor Die kleine is Don, de lange is Sjon (Van zes tot negen jaar)
  - Pieter Koolwijk voor Gozert (Van negen tot twaalf jaar). Met illustraties van Linde Faas. Ook bekroond met de Gouden Griffel.
  - Lucy Strange voor Ons kasteel aan zee (Van negen tot twaalf jaar)
  - Davide Morosinotto voor Twee fonkelrode sterren in de blinkend witte sneeuw (Van twaalf tot vijftien jaar)
  - Benny Lindelauf voor Hele verhalen voor een halve soldaat (Van twaalf tot vijftien jaar). Voor zijn illustraties won Ludwig Volbeda het Gouden Penseel en een Zilveren Penseel
  - Ted van Lieshout voor De gemene moord op Muggemietje (Poëzie)
  - Jan Paul Schutten voor Wonderbos (Informatief). Met illustraties van Medy Oberendorff
  - Edward van de Vendel voor Gloei (Informatief). Voor zijn illustraties won Floor de Goede een Zilveren Penseel

- 2020
  - Jan Jutte voor Tijger (Tot zes jaar)
  - Koos Meinderts voor De man met de zeegroene ogen (Tot zes jaar). Met illustraties van Sanne te Loo
  - Bette Westera en Sylvia Weve voor Dit is geen Cobra (Van zes tot negen jaar)
  - Wouter Klootwijk voor Naar de overkant (Van zes tot negen jaar). Met illustraties van Enzo Pérès-Labourdette
  - Dolf Verroen voor Niemand ziet het (Van negen tot twaalf jaar). Met illustraties van Charlotte Dematons
  - Simon van der Geest voor Het werkstuk – of hoe ik verdween in de jungle (Van negen tot twaalf jaar). Met illustraties van Karst-Janneke Rogaar
  - Sjoerd Kuyper voor Bizar (Van twaalf tot vijftien jaar)
  - Neal Shusterman en Jarrod Shusterman voor Dor (Van twaalf tot vijftien jaar). Vertaald door Lydia Meeder
  - Bette Westera voor Uit elkaar (Poëzie). Ook bekroond met de Gouden Griffel. Voor haar illustraties won Sylvia Weve een Zilveren Penseel
  - Edward van de Vendel voor Wat je moet doen als je over een nijlpaard struikelt (Poëzie). Voor zijn illustraties kreeg Martijn van der Linden een Zilveren Penseel
  - Annemiek de Groot, Roos Jans, Juul Lelieveld en Liesbeth Rosendaal voor Toen het oorlog was, 1939-1945 (Informatief). Met illustraties van Irene Goede
  - Floortje Zwigtman voor Het geheime boek van Sinterklaas (Informatief). Met illustraties van Sassafras De Bruyn
- 2019
  - Mac Barnett voor De wolf, de eend en de muis (Tot zes jaar). Met illustraties van Jon Klassen. Vertaler: Edward van de Vendel
  - Oliver Jeffers voor Die eland is van mij (Tot zes jaar). Vertaler: Berd Ruttenberg
  - Dolf Verroen voor Droomopa (Van zes tot negen jaar). Met illustraties van Charlotte Dematons
  - Edward van de Vendel voor Vosje (Van zes tot negen jaar). Marije Tolman kreeg voor haar illustraties een Zilveren Penseel
  - Jef Aerts voor De blauwe vleugels (Van negen tot twaalf jaar). Met illustraties van Martijn van der Linden
  - Gideon Samson voor Zeb (Van negen tot twaalf jaar). Ook bekroond met de Gouden Griffel, Joren Joshua kreeg voor zijn illustraties een Zilveren Penseel
  - Bart Moeyaert voor Tegenwoordig heet iedereen Sorry (Van twaalf tot vijftien jaar)
  - Susin Nielsen voor Het ongemakkelijke dagboek van Henry K. Larsen (Van twaalf tot vijftien jaar. Vertaler: Lydia Meeder
  - Jan Paul Schutten voor Het mysterie van niks en oneindig veel snot (Informatief). Met illustraties van Floor Rieder
  - Arend van Dam voor De reis van Syntax Bosselman (Informatief). Met illustraties van Alex de Wolf
  - Bibi Dumon Tak voor Laat een boodschap achter in het zand (Poëzie). Met illustraties van Annemarie van Haeringen
  - Maria van Donkelaar voor Zo kreeg Midas ezelsoren (Poëzie). Met illustraties van Sylvia Weve

- 2018
  - Pim Lammers voor Het lammetje dat een varken is (Tot zes jaar). Met illustraties van Milja Praagman
  - Tjibbe Veldkamp voor Handje? (Tot zes jaar). Met illustraties van Wouter Tulp
  - Joke van Leeuwen voor Toen ik (Vanaf zes jaar)
  - Marit Törnqvist voor Het gelukkige eiland (Vanaf zes jaar)
  - Annet Schaap voor Lampje (Vanaf negen jaar). Ook bekroond met de Gouden Griffel
  - Suzanne Wouda voor Sabel (Vanaf negen jaar)
  - Joukje Akveld voor Wij waren hier eerst (Informatief). Met illustraties van Piet Grobler
  - Annet Huizing voor De zweetvoetenman (Informatief). Met illustraties van Margot Westermann
  - Bette Westera voor Was de aarde vroeger plat? (Poëzie). Met illustraties van Sylvia Weve
  - Edward van de Vendel voor De zombietrein (Poëzie). Met illustraties van Floor de Goede
- 2017
  - Bibi Dumon Tak voor Siens hemel (Tot zes jaar). Met illustraties van Annemarie van Haeringen
  - Maranke Rinck voor Tangramkat (Tot zes jaar). Martijn van der Linden kreeg voor zijn illustraties een Zilveren Penseel
  - Martine Letterie voor Kinderen met een ster (Vanaf zes jaar). Met illustraties van Rick de Haas
  - Koos Meinderts voor Naar het noorden (Vanaf zes jaar). Met illustraties van Annette Fienieg. Dit boek werd ook bekroond met de Gouden Griffel
  - Anna Woltz voor Alaska (Vanaf negen jaar)
  - Daan Remmerts de Vries voor T.rex Trix in Naturalis (Informatief)
  - Bette Westera voor Baby'tje in mama's buik (Informatief). Met illustraties van Jan Jutte
  - geen bekroningen in de categorie Poëzie
- 2016
  - Imme Dros voor Tijs en de eenhoorn (Tot zes jaar)
  - Tjibbe Veldkamp voor Kom uit die kraan!! (Tot zes jaar)
  - Joke van Leeuwen voor Mooi boek (Vanaf zes jaar)
  - Toon Tellegen voor De tuin van de walvis (Vanaf zes jaar)
  - Daan Remmerts de Vries voor Groter dan de lucht, erger dan de zon (Vanaf negen jaar)
  - Anna Woltz voor Gips (Vanaf negen jaar)
  - Joukje Akveld voor Een aap op de wc (Informatief)
  - Edward van de Vendel voor Stem op de okapi (Informatief)
  - Hans & Monique Hagen voor Nooit denk ik aan niets (Poëzie)
  - Ted van Lieshout voor Rond vierkant vierkant rond (Poëzie)
- 2015
  - Drew Daywalt voor De krijtjes staken!
  - Daan Remmerts de Vries voor Soms laat ik je even achter
  - Håkon Øvreås voor Bruno wordt een superheld
  - Sylvia Vanden Heede voor Een afspraakje in het bos
  - Sjoerd Kuyper voor Hotel De Grote L
  - Dirk Weber voor De goochelaar, de geit en ik
  - Stine Jensen voor Lieve Stine, weet jij het?
  - Annet Huizing voor Hoe ik per ongeluk een boek schreef
  - Bette Westera voor Doodgewoon
- 2014
  - Jean Reidy voor Wij samen op stap
  - Bette Westera voor Held op sokken
  - Jef Aerts voor Groter dan een droom
  - Stian Hole voor Garmanns straat
  - Jef Aerts voor Vissen smelten niet
  - Emiel de Wild voor Broergeheim
  - Hans Hagen en Monique Hagen voor Ik zoek een woord
  - Gil vander Heyden voor Kleine stemmen
  - Jan Paul Schutten voor Het raadsel van alles wat leeft
- 2013
  - Kim Fupz Aakeson voor Zondag
  - Imme Dros voor Zoveel als de wereld hou ik van jou
  - Anne Provoost voor Springdag
  - Bart Moeyaert voor Wie klopt daar?
  - Gideon Samson voor Zwarte zwaan
  - Simon van der Geest voor Spinder
  - Bibi Dumon Tak voor Winterdieren
  - Liesbet Ruben & Babette van Ogtrop voor De slipper van Maria Bonita
- 2012
  - Wouter van Reek voor Keepvogel en Kijkvogel
  - Sjoerd Kuyper voor O rode papaver, boem pats knal!
  - Siri Kolu voor Ik en de rovers
  - Edward van de Vendel voor Toen kwam Sam
  - Truus Matti voor Mister Orange
  - Harm de Jonge voor Vuurbom
  - Jacqueline van Maarsen voor Je beste vriendin Anne
  - Bibi Dumon Tak voor Winterdieren
  - Ted van Lieshout voor Driedelig paard
- 2011
  - Kitty Crowther voor En?
  - Imme Dros voor Het boeboek
  - Marjet Huiberts voor Roodkapje was een toffe meid
  - Michael De Cock voor Hoe oma almaar kleiner werd
  - Simon van der Geest voor Dissus
  - Michael De Cock voor Vliegen tot de hemel
  - Kinderuniversiteit van Tilburg voor Ik! Wie is dat?
  - Daan Remmerts de Vries voor Meneer Kandinsky was een schilder
  - Bette Westera voor Ik leer je liedjes van verlangen, en aan je apenstaartje hangen
  - Edward van de Vendel voor Hoera voor Superguppie!
- 2010
  - Bibi Dumon Tak voor Fiet wil rennen
  - Marjet Huiberts voor Aadje Piraatje
  - Gerda Dendooven voor Hoe het varken aan zijn krulstaart kwam
  - Daan Remmerts de Vries voor Voordat jij er was
  - Gideon Samson voor Ziek
  - Tjibbe Veldkamp voor Tiffany Dop
  - Ditte Merle voor Wild verliefd
  - Liesbet Ruben en Babette van Ogtrop voor De parel en de draak
  - Ted van Lieshout voor Hou van mij
  - Edward van de Vendel voor Fluit zoals je bent
- 2009
  - Bill Bryson voor Een heel kleine geschiedenis van bijna alles
  - Joke van Leeuwen voor Een halve hond heel denken
  - Ted van Lieshout voor Spin op sokken
  - Koos Meinderts en Harrie Jekkers voor Ballade van de dood
  - Elvis Peeters voor Meneer Papier en zijn meisje
  - Komako Sakai voor Sneeuw!
  - Tjibbe Veldkamp en Kees de Boer voor Agent en boef
  - Edward van de Vendel voor Opa laat zijn tenen zien
  - Peter Verhelst voor Het geheim van de keel van de nachtegaal 
  - Dirk Weber voor Duivendrop
- 2008
  - Arend van Dam voor Lang geleden…: de geschiedenis van Nederland
  - Wolf Erlbruch voor De eend, de dood en de tulp
  - Timothée de Fombelle voor Op de vlucht
  - Gerrit Komrij voor De Nederlandse kinderpoëzie in 1000 en enige gedichten
  - Sjoerd Kuyper voor Sjaantje doet alsof 
  - Jan Michael voor Op weg naar huis 
  - Maria Parr voor De wonderlijke lotgevallen van Olle en Lena
  - Edward van de Vendel voor Een miljoen vlinders
- 2007
  - Kate DiCamillo voor De wonderbaarlijke reis van Edward Tulane
  - Bibi Dumon Tak voor Bibi’s bijzondere beestenboek
  - Nico de Haan voor Vogelontdekgids
  - Veronica Hazelhoff voor Bezoek van Mister P.
  - Marjolijn Hof voor Een kleine kans 
  - Ceseli Josephus Jitta voor Lola en de leasekat 
  - Sjoerd Kuyper voor Robin is verliefd
  - Joke van Leeuwen voor Heb je mijn zusje gezien?
  - Sharon Creech voor Hou van die hond
- 2006
  - Imme Dros voor Bijna jarig (Tot 6 jaar)
  - Komako Sakai voor Mama, jij bent de liefste (Tot 6 jaar)
  - Ria van Hengel voor Grimm (6+)
  - Sylvia Vanden Heede voor Vos en haas en de dief van Iek (6+)
  - Mireille Geus voor Big (9+)
  - Cornelia Funke voor Hart van inkt (9+)
  - Ted van Lieshout voor Mama! Waar heb jij het geluk gelaten?
- 2005
  - Wolf Erlbruch voor Waarom jij er bent (Prentenboek)
  - Kaat Vrancken voor Cheffie is de baas (6-9 jaar)
  - Hilde Vandermeeren voor De twaalfde man (6-9 jaar)
  - Daan Remmerts de Vries voor De Noordenwindheks (9-12 jaar)
  - Joke van Leeuwen voor Waarom een buitenboordmotor eenzaam is (informatief)
- 2004
  - Imme Dros voor Het mooiste boek van de wereld (Prentenboek)
  - Hans Hagen voor Zwaantje en Lolly Londen (Prentenboek)
  - Bart Moeyaert voor De Schepping (6-9 jaar)
  - Edward van de Vendel voor Superguppie (6-9 jaar)
  - Cornelia Funke voor De dievenbende van Scipio (Vanaf 12 jaar)
  - Bas van Lier voor Het zeeboek (Informatief, vanaf 11 jaar)
  - Bibi Dumon Tak voor Camera loopt... Actie! (Informatief, vanaf 11 jaar)
- 2003
  - Annemarie van Haeringen voor Het begin van de zee (Prentenboek)
  - Maritgen Matter voor Schaap met laarsjes (6-9 jaar)
  - Selma Noort voor Mag ik je spook lenen (6-9 jaar)
  - George Saunders voor De zeer volhardende Gappers van Frip (9-12 jaar)
  - Vibeke Roeper voor Zwarte peper, scheurbuik (9-12 jaar)
- 2002
  - Dirk Nielandt voor Villa Lummelmaar
  - Sylvia Vanden Heede voor Opgestaan is plaats vergaan (Prentenboek)
  - Stern voor Mevrouw Dientje en het leverworstmysterie (6-9 jaar)
  - Bart Moeyaert voor Het beest heet Mona (6-9 jaar)
  - Martha Heesen voor Stekels (9-12 jaar)
  - Guus Kuijer voor Met de wind mee naar de zee (9-12 jaar)
  - Bibi Dumon Tak voor Het koeienboek (9-12 jaar)
- 2001
  - Edward van de Vendel voor Dom konijn (6-9 jaar)
  - Kaat Vrancken voor Hannah en het raadsel van de stilte (6-9 jaar)
  - Martha Heesen voor Mijn zusje is een monster (9-12 jaar)
  - Daniel King voor Schaken (Informatief)
- 2000
  - Armando voor Dierenpraat (9-12 jaar)
  - Martha Heesen voor De vloek van Cornelia (9-12 jaar)
  - David Almond voor De schaduw van Skellig (9-12 jaar)
  - Ceciel de Bie en Martijn Leenen voor Rembrandt: doe-boek voor kinderen (Informatief)
- 1999
  - Wolf Erlbruch voor Leonard (Prentenboek)
  - Toon Tellegen voor De verjaardag van alle anderen (9-12 jaar)
  - Joke van Leeuwen voor Kukel (9-12 jaar)
  - K. Schippers voor Sok of sprei (9-12 jaar)
  - Eva Gerlach voor Hee meneer eland (Informatief)
- 1998
  - Imme Dros voor Dit is het huis bij de kromme boom (Tot 6 jaar)
  - Hans Hagen voor De kat en de adelaar (6 jaar en ouder)
  - Abbing & Van Cleeff voor Zwarte rugzak (9 jaar en ouder)
  - Peter van Gestel voor Mariken (9 jaar en ouder)
  - Philip Mechanicus - De vrolijke keuken (Informatief)
  - Babette van Ogtrop en Liesbet Ruben voor Mario loves Olimpia (Informatief)
- 1997
  - Dick Bruna voor Lieve oma pluis (Tot 6 jaar)
  - Ted van Lieshout voor Mijn tuin, mijn tuin (6 jaar en ouder)
  - Toon Tellegen voor Teunis (6 jaar en ouder)
  - Joke van Leeuwen voor Iep (9 jaar en ouder)
  - Jurg Schubiger voor Toen de wereld nog jong was (9 jaar en ouder)
  - Ditte Merle voor Wat vliegt daar? Wat kruipt daar? Wat prikt daar? (Informatief)
- 1996
  - Imme Dros voor Morgen ga ik naar China (Tot 6 jaar)
  - Harrie Geelen voor De plant van Jan (Tot 6 jaar)
  - Joke van Leeuwen voor Ik ben ik (6 jaar en ouder)
  - Marit Tornqvist voor Klein verhaal over liefde (6 jaar en ouder)
  - Bart Moeyaert voor Blote handen (9 jaar en ouder)
  - Rita Verschuur voor Vreemd land (9 jaar en ouder)
  - Klaus Kordon voor De eerste lente (13 jaar en ouder)
  - Sheila Och voor Het zout der aarde en het domme schaap (13 jaar en ouder)
- 1995
  - Sam McBratney voor Raad een hoeveel ik van je hou (Tot 6 jaar)
  - Rascal voor Mauwtje (Tot 6 jaar)
  - Sjoerd Kuyper voor Het eiland klaasje (6 jaar en ouder)
  - Veronica Hazelhoff voor Veren (9 jaar en ouder)
  - Simone Schell voor Een zeer geheime reiskist (9 jaar en ouder)
  - Imme Dros voor Odysseus, een man van verhalen (13 jaar en ouder)
  - Anne Provoost voor Vallen (13 jaar en ouder)
  - Marije van der Hoeven voor Klik, ik heb je (Informatief)
  - K. Schippers voor 's nachts op het dak (Informatief)
- 1994
  - Imme Dros voor De blauwe stoel, de ruziestoel (Tot 6 jaar)
  - Sjoerd Kuyper voor Robin en Suze (Tot 6 jaar)
  - Harrie Geelen voor Herman het kind en de dingen (6 jaar en ouder)
  - Toon Tellegen voor Jannes (6 jaar en ouder)
  - Jean Fritz voor Aan de verkeerde kant van de aarde (9 jaar en ouder)
  - Roberto Piumini voor Motu-Iti, het meeuweneiland (9 jaar en ouder)
  - Aidan Chambers voor De tolbrug (13 jaar en ouder)
  - Lydia Rood voor Een mond vol dons (13 jaar en ouder)
  - Willem Wilmink voor Het Wilhelmus (Informatief)
- 1993
  - Max Velthuijs voor Kikker in de kou (Tot 6 jaar)
  - Joke van Leeuwen voor Niet wiet, wel nel (6 jaar en ouder)
  - Selma Noort voor Eilandheimwee (6 jaar en ouder)
  - Janet Taylor Lisle voor Elfenmiddag (9 jaar en ouder)
  - Simone Schell voor Marie Pouceline of de nicht van de generaal (9 jaar en ouder)
  - Janni Howker voor Toen onze Daniel dood ging (13 jaar en ouder)
  - Klaus Kordon voor Met je rug tegen de muur (13 jaar en ouder)
  - Gerard Brands voor Allemaal bedrog (Informatief)
  - Inez van Eijk en Marijn Backer voor Lieve engerd, de groetjes (Informatief)
- 1992
  - Imme Dros voor Ik wil die! (Tot 6 jaar)
  - Hans Hagen voor Het is nacht, we gaan op jacht (6 jaar en ouder)
  - Annemie Heymans & Margriet Heymans voor De prinses van de moestuin (6 jaar en ouder)
  - Hans Hagen voor Het gouden oog (9 jaar en ouder)
  - Gaye Hicyilmaz voor De storm (13 jaar en ouder)
  - Willem van Toorn voor Rooie (13 jaar en ouder)
- 1991
  - Andy Macdonald voor Kleine Bever en de echo (Tot 6 jaar)
  - Imme Dros voor De o van opa (6 jaar en ouder)
  - Jacques Vriens voor Tinus-in-de-war (6 jaar en ouder)
  - Rindert Kromhout voor Peppino (9 jaar en ouder)
  - Lyll Becerra de Jenkins voor Gevangen in de Andes (13 jaar en ouder)
  - Ted van Lieshout voor Mijn botjes zijn bekleed met deftig vel (13 jaar en ouder)
  - Kathe Recheis voor Toen er nog bizons waren (Informatief)
- 1990
  - Ienne Biemans voor Ik was de zee (Tot 6 jaar)
  - Max Velthuijs voor Kikker is verliefd (Tot 6 jaar)
  - Anthony Brown voor De Tunnel (6 jaar en ouder)
  - Imme Dros voor Roosje kreeg een ballon (6 jaar en ouder)
  - Toon Tellegen voor Langzaam, zo snel als zij maar konden (9 jaar en ouder)
  - Klaus Kordon voor Moenli en de moeder van de wolven (13 jaar en ouder)
  - Midas Dekkers voor Het Grote Moment: hoe dieren geboren worden (Informatief)
  - David Macaulay voor Over de werking van de kurketrekker en andere machines (Informatief)
- 1989
  - Anthony Browne voor Gorilla (Tot 6 jaar)
  - Ivo de Wijs voor Dat rijmt (Tot 6 jaar)
  - John Burningham voor De jongen, die altijd te laat kwam (6 jaar en ouder)
  - Margriet Heymans voor Lieveling, boterbloem (6 jaar en ouder)
  - Tor Seidler voor Het ratteplan (9 jaar en ouder)
  - Imme Dros voor De reizen van de slimme man (13 jaar en ouder)
  - Ted van Lieshout voor Och, ik elleboog me er wel doorheen
  - Midas Dekkers voor Eten is weten (Informatief)
  - Joke van Leeuwen voor We zijn allang begonnen, maar nu begint het echt (Informatief)
- 1988
  - Trude de Jong voor Lola de beer (Tot 6 jaar)
  - Kees Stip voor Mijn beesten staan er wel gekleurd op (Tot 6 jaar)
  - Imme Dros voor Annetje Lie in het holst van de nacht (6 jaar en ouder)
  - Guus Kuijer voor Tin Toeval en de kunst van het verdwalen / Tin Toeval en het geheim van tweebeenseiland (6 jaar en ouder)
  - Paul Biegel voor De rode prinses (9 jaar en ouder)
  - Els Pelgrom voor Het onbegonnen feest (9 jaar en ouder)
  - Imme Dros voor De trimbaan (13 jaar en ouder)
  - Cynthia Voigt voor De hardloper (13 jaar en ouder)
- 1987
  - Tony Ross voor Waar is mijn potje (Tot 6 jaar)
  - Wim Hofman voor Zip (6 jaar en ouder)
  - Nicolaas Matsier voor Ida stak de zebra over
  - Dolf Verroen voor Een leeuw met lange tanden (10 jaar en ouder)
  - John Yeoman voor De kluizenaar en de beer (10 jaar en ouder)
  - Stig Ericson voor Jenny en de rode storm (13 jaar en ouder)
  - Janni Howker voor De aard van het beest (13 jaar en ouder)
  - Lennart Nilsson voor Geboren worden (Informatief)
- 1986
  - Aidan Chambers voor Tirannen
  - Humphrey Harman voor Verhalen voor een Afrikaanse koning
  - Mensje van Keulen voor Tommie station
  - Tan Koide voor Klop, klop wie is daar
  - Uri Orlev voor Het eiland in de Vogelstraat
  - Ulf Stark voor Doldwazen en druiloren
  - Hans Peter Thiel en Marcus Würmli voor Italië
  - Colin Thiele voor Stormboy
- 1985
  - Aidan Chambers voor Het geheim van de grot
  - Midas Dekkers voor Kijken met je handen
  - Remco Ekkers voor Haringen in sneeuw
  - Peter van Gestel voor Uit het leven van Ko Kruier
  - Annemie Heymans voor Neeltje
  - Trude de Jong voor Aram en de bende van de boomstam
  - Irina Korschunow voor Hij heette Jan
  - Joyce Rockwood voor Het vuur van de zon
  - Tony Ross voor Towser en Sadie's verjaardag
- 1984
  - Betsy Byars voor De zwerfkatten
  - Roald Dahl voor De GVR
  - Wim Hofman voor Aap en beer
  - Janosch voor Post voor de tijger
  - Guus Kuijer voor Eend voor eend
  - Quida Sebestyen voor Ver van huis
  - Tonny Vos-Dahmen von Buchholz voor Van rendierjager tot roofridder
  - Barbara Willard voor Laurier en Leeuwerik
- 1983
  - Henk Barnard voor Hier ben ik dan
  - Michael Ende voor Het oneindige verhaal
  - Virginia Allen Jensen voor Sara en de deur
  - Astrid Lindgren voor Ronja de roversdochter
  - Katherine Paterson voor Een brug naar Terabithia
  - Willem Wilmink voor Dicht langs de huizen
- 1982
  - Paul Biegel voor Haas dl.1
  - Robert Cumming voor Kijken en zien
  - Roald Dahl voor De griezels
  - Kees Fens voor Nou hoor je het eens van een ander
  - Veronica Hazelhoff voor Nou moe!
  - Hadley Irwin voor Hidden doe
  - Joke van Leeuwen voor De metro van Magnus
  - Christine Nöstlinger voor Het huis in niemandsland
  - Boris Zhitkov voor Het verboden bootje
  - Els Pelgrom voor Voor niets gaat de zon op
- 1981
  - Lloyd Alexander voor De eerste twee levens van Lukas-Kasha
  - Aliki voor Mummies uit het oude Egypte
  - Elfie Donnelly voor De rode kous
  - Imme Dros voor De zomer van het jaar
  - Diana Wynne Jones voor De negen levens
  - Toeckey Jones voor Het gaat wel goed, het gaat je wel
  - Myron Levoy voor Alan en Naomi
  - Arnold Lobel voor Bij uil thuis
  - Dolf Verroen voor Hoe weet jij dat nou?
- 1980
  - Thea Beckman voor Stad in de storm
  - Jean Coue voor En de zon werd koud
  - Elfie Donnelly voor De rommelkist van grootvader
  - Thea Dubelaar voor Sjanetje
  - Shirley Hughes voor Knuffel
  - Una Jacobs voor De geschiedenis van het muizenvolk
  - Joke van Leeuwen voor Een huis met zeven kamers
  - Doris H. Lund voor Je zou Herberts huis eens moeten zien
  - Jörg Müller en Jörg Steiner voor De beer, die een beer wou blijven
- 1979
  - Gerard Brands voor Padden verhuizen niet graag
  - Raymond Briggs voor De sneeuwman
  - Roald Dahl voor Het wonderlijke verhaal van Hendrik Meier
  - Nigel Hinton voor Vluchten kan niet meer
  - Sheila Lavelle voor Allemaal appeltaart
  - Alet Schouten voor Het huis van roos en lap
  - William Steig voor Abels eiland
  - Dolf Verroen voor De kat in de gordijnen
  - Jacques Vriens voor Zondagmorgen
- 1978
  - Cora Annett voor Hoe de heks ezeltje Alf te pakken kreeg
  - Betsy Byars voor De dag van de geitenman
  - Federica de Cesco voor De gouden dagen van Lhasa
  - Rumer Godden voor De diddakoi
  - Helen Griffiths voor Het heksenkind
  - Mollie Hunter voor Een toren tegen de romeinen
  - Margaret Mahy voor Ze lopen gewoon met me mee
  - Jenny Wagner voor Borre en de nachtzwarte kat
- 1977
  - James Cressey voor De rattenvanger
  - Roald Dahl voor Daantje de wereldkampioen
  - Robert Gernhardt voor Wie dit leest is het vierde beest
  - Wim Hofman voor Wim
  - Guus Kuijer voor Grote mensen, daar kun je beter soep van koken
  - Jan Procházka voor Milena
  - Marilyn Sachs voor Het boek van Dorre
  - Doris Buchanan Smith voor We gingen bramen plukken
  - Sven Wernström voor De vergeten haciënda
- 1976
  - Max Bolliger voor De kleine reus
  - Jantien Buisman voor Kees en Keetje
  - Paula Fox voor Duvelstoejager op een slavenschip
  - Lynn Hall voor Maak me niet kapot
  - Russell Hoban voor Hoe Tom won van kapitein Najork en zijn gehuurde sportlingen
  - Eduard Klein voor Severino
  - Diana Lebacs voor Nancho van Bonaire
  - Anke de Vries voor Het geheim van Mories Besjoer
  - F.K. Waechter en B. Eilert voor De kroondieven
- 1975
  - Karel Eykman voor De vreselijk verlegen vogelverschrikker
  - Sid Fleischman voor Djingo djingo
  - Jean Craighead George voor Miyax, de wolvenjager
  - Virginia Lee voor Vlinder voor Marianne
  - Astrid Lindgren voor De gebroeders Leeuwenhart
  - David Macaulay voor De kathedraal
  - Tomi Ungerer voor Zeralda's reus
  - Tonny Vos-Dahmen von Buchholz voor Arenden vliegen alleen
- 1974
  - Paul Biegel voor Het olifantenfeest
  - Gertie Evenhuis voor Stefan en Stefan
  - Leon Garfield voor Tussen galg en gekkenhuis
  - Erik Christian Haugaard voor Dag van de koningsakker
  - Steven Kellogg voor Mag ik hem houden?
  - Fran Manuskhin voor Kindje
  - Jan Procházka voor Lenka
  - Marilyn Sachs voor Wie had gelijk, Mary Rose?
- 1973
  - Ruth Ainsworth voor Voor jou van vrouwtje Appelwang
  - Cecil Bodker voor De luipaard
  - Leon Garfield voor De avonturen van Jack Holborn
  - Kristin Hunter voor de soul brothers en sister Lou
  - Meindert de Jong voor Candy, kom terug!
  - Astrid Lindgren voor Lotta uit de Kabaalstraat
  - Otfried Preussler voor Meester van de zwarte molen
  - Judith Viorst voor Dat is heel wat voor een kat, vind je niet?
- 1972
  - Paul Biegel voor De twaalf rovers
  - Federica de Cesco voor De prins van Mexico
  - Roald Dahl voor De fantastische meneer vos
  - Irene Hunt voor Het huis tussen de bomen
  - Bouke Jagt en Peter Vos voor De pozzebokken
  - Otfried Preussler voor De avonturen van sterke Wanja
  - Annie M.G. Schmidt voor Pluk van de Petteflet
  - Ivan Southall voor Noodlanding
- 1971
  - Hans Andreus voor De rommeltuin
  - Thea Beckman voor Met Korilu de Griemel rond
  - Sacha Burger voor Heaios en de beker
  - Siny van Iterson voor Het gouden suikerriet
  - Henk van Kerkwijk voor Schakelfout
  - Arnold Lobel voor Valentijn
  - Maia Rodman voor Net als je vader
  - Annie M.G. Schmidt voor Minoes
  - Rosemary Sutcliff voor De roemruchte daden van Robin Hood
  - Reiner Zimnik voor De kleine brultijger